# Sideswipe
Sideswipe es un personaje ficticio del universo de Transformers.

## Transformers: Generación 1
Sideswipe es un valiente guerrero Autobot que fue reclutado por Optimus Prime para derrotar a los Decepticons y en busquedad de Energon en Cybertron hace 4 millones de años atrás, los Autobots decidieron tomar un viaje por Energon en el Arca, pero Megatron y los Decepticons decidieron tomar la delantera con la nave Nemesis, en una fuerte lucha de ambos en plenas naves se dirigieron casualmente al planeta Tierra y tanto entre Autobots como Decepticons se estrellaron en revivieron luego de millones de años y con tal que aquí están, es un poderoso guerrero, arriesgado, una máquina a la hora de luchar, en los cómics se muestra muchas veces como una relación tensa con su hermano gemelo Sunstreaker, pero aun así no puede estar lejos, siempre se muestran combatiendo juntos.
Sideswipe ha sido de apoyo en muchas batallas y es un gran soldado Autobot, la misión más peligrosa que tuvo fue la de infiltrarse como miembro de los Stunticons junto con Optimus y sus compañeros, ya que se tuvo que disfrazar de Breakdown ya que el modo alterno de ambos era muy similar, así como Optimus Prime de Motormaster, Jazz se hizo pasar como Dead End, Mirage como Drag Strip y Windcharger como Wildrider, hasta que fue descubierto por los mismos Stunticons ya que pudieron liberarse de la prisión que los mismos Autobots les emboscaron, en ese entonces Sideswipe al ser desenmascarado ya no tenía esperanzas hasta que sus compañeros Autobots llegaron de apoyo haciendo que todos los Decepticons incluyendo Menasor se den la fuga.
Sideswipe demostró ser un soldado muy audaz en la Batalla de Ciudad Autobot en el año 2005 cuando su aparición solo fue breve antes de la muerte de Optimus Prime, después de dicha batalla sus apariciones solo fueron de extras.

## Transformers: Robots in Disguise
Sideswipe se transforma en un Chevrolet Camaro modificado con el bloque del motor al descubierto. Él tiene a través de ejes de construcción unas turbinas extras de velocidad que le permiten moverse mucho más rápido de lo que uno pueda creer. Sideswipe solamente apareció en línea de juguetes.

## Transformers: Animated
Sideswipe en Transformers Animated solo se vio como un extra, él era un civil Cybertroniano durante las guerras en Cybertron, no se ve mucho en la serie.

## Películas live-action

### Transformers: la venganza de los caídos
Sideswipe aparece en Transformers: la venganza de los caídos en reemplazo de Jazz quien murió a manos de Megatron en la película anterior, y su modo alterno es un Chevrolet Corvette Stingray Concept cromado de plata. En cuanto a su aspecto físico, tiene en ambos brazos una cuchilla retráctil, una ametralladora doble en ambas muñecas y una pistola sobre su espalda.
Sideswipe aparece en Shanghái cuando los Decepticons atacaban en dicho lugar. Aparece como un gran apoyo para Optimus Prime y los Autobots, posee 2 grandes y filosas espadas en cada brazo, las cuales las usa para matar a Sideways partiéndolo por la mitad cuando este se dio a la fuga, causando daños colaterales junto con Demolishor, eliminado más tarde por Optimus Prime.
Sideswipe también se dio de notar en el que un mandatario del gobierno norteamericano quería expulsar a los Autobots de la Tierra oponiéndose así ante dicho mandatario del gobierno norteamericano.
También aparece cuando transportan a Optimus Prime para resucitarlo con la Matrix (ya que más adelante es resucitado a manos de Sam Witwicky), en la batalla de Egipto. Aparece también ayudando a la NEST y a sus colegas Autobots y al final sobrevive en la batalla de Egipto.

### Transformers: el lado oscuro de la luna
En la tercera película, Sideswipe tiene muy poca participación en esta tercera entrega, su primera aparición fue junto con sus compañeros en una misión de la NEST en Rusia ayudando al gobierno en contra de los mismos humanos que quieren provocar una tercera guerra mundial y así evitar una destrucción masiva.
Sideswipe aparece nuevamente en la base de NEST. Luego en la carretera cuando iban en búsqueda de Sentinel Prime para evitar que sus pilares caigan en manos de los Decepticons, momento en que aparecieron tres de ellos llamados Dreads (Crankcase, Hatchet y Crowbar) junto con Bumblebee y Dino/Mirage empiezan a luchar contra estos Decepticons, y Hatchet es el primero en morir, a manos de Dino/Mirage con la ayuda de Bumblebee, luego este aparece nuevamente junto con Ironhide evitando que los dos Dreads restantes encuentren a Sentinel Prime ya que ubicaron su paradero, Ironhide y Sideswipe luchan contra estos dos Dreads los cuales fueron destruidos al instante por Ironhide con la ayuda de Sideswipe.
Durante esta batalla que mantuvo contra los Dreads se le ve junto con Bumbleebe en un modo en el cual tiene armas en la carrocería del carro, luego aparece brevemente cuando Sentinel Prime les revela a sus compañeros otros Autobots que su propósito no era combatir contra los Decepticons si no afiliarse con ellos para renacer Cybertron a costa de los recursos terrestres (durante este proceso Sentinel Prime asesina cobardemente a Ironhide metiéndole 2 disparos por la espalda), luego este y sus compañeros empiezan a luchar contra Sentinel Prime quien luego estuvo causando graves daños en la base de la NEST y escapándose de los Autobots para luego más tarde usar los pilares para teletransportar a los Decepticons a la tierra uno de sus siguientes propósitos. Después de la pelea de Optimus Prime y Driller quien luego fue destruido a manos de este, se atrapa en unos cables por un disparo de Shockwave , los Wreckers tratan de liberarlo por lo que Sideswipe no podía ayudar a su líder a liberarlo, es uno de pocos los Autobots que queda luchando contra más de 150 Decepticons invasivos, más adelante Sideswipe es tomado de rehén a manos de Soundwave, Barricade, y 8 Drones Decepticon para ejecutarlos también incluían Bumblebee, Ratchet, Dino/Mirage y Que/Wheeljack quienes también fueron tomados de rehenes, Wheeljack es la primera víctima en ser ejecutada a manos de un Drone Decepticon dándole un disparo por la espalda dejándolo al borde de la muerte, Barricade no duda ni un segundo y le da el tiro el gracia en la cabeza rematándolo instantáneamente, Barricade se ríe de una manera cruel y burlonamente de la muerte de Wheeljack sin importarle que este antes de morir les implore piedad. Sin embargo Bumblebee iba a ser prácticamente el siguiente rehén ejecutado, momentos antes de que Soundwave lo iba a ejecutar, Wheelie y Brains logran inestabilizar un crucero Decepticon el cual por consecuencia de su inestabilidad empieza a arrojar naves Decepticons las cuales se desplomaron cerca a Bumblebee y Soundwave. Bumblebee al ver a Soundwave distraído por las naves que se desplomaban aprovecha en liberarse y lo elimina junto al Drone Decepticon salvando a Sideswipe, Dino y Ratchet de una muerte segura, Sideswipe y los demás se dirigen a ayudar a Optimus de Sentinel Prime, poco después Optimus elimina a Megatron y a Sentinel y Sideswipe sobrevive al final de la batalla.

### Transformers: la era de la extinción
En la cuarta película, no hace aparición alguna. Aunque no se ve en la película, oficialmente Sideswipe está muerto, esto se puede apreciar en las cartas de Cemetery Wind, donde aparece con una cruz roja, indicando que está muerto, posiblemente asesinado por Lockdown o Cemetery Wind.

## Transfomers: Robots in Disguise (2015)
Sideswipe es uno de los miembros del equipo de Bumblebee aunque ese no era el plan. En cybertron fue perseguido por Bee y la cadete Strongarm por conducir muy rápido alrededor de las estatuas de los primes (incluyendo la de Optimus) y por esto es arrestado. Luego llega a la tierra porque Strongarm lo obligó a ir porque por las reglas ella se tenía que quedar con Bumblebee pero Sideswipe se escapa de la "adicta a las normas" y se encuentra con el humano Russel, que estaba visitando a su papá, cuando fueron atacados por Underbite, uno de los decepticons que se escaparon de la Alquemor, y Sideswipe logra rescatar a Russel y terminan siendo muy buenos amigos. Él es rojo con marcas chinas en su pecho, cuando llega a la tierra su forma cybertroniana no tiene ruedas pero al final escanea un vehículo que solo le agrega ruedas ya que su modelo no cambia. Le gusta pasar los límites de velocidad y al principio siempre pelea con Strongarm pero al final se consiguen tolerar uno al otro. En medio de la temporada 1, se hace muy buen amigo de Windblade, una autobots femenina que fue enviada a la tierra por Primus hace miles de años y ella llama a Sideswipe campeón (es como un apodo de amistad), aparte de ella Sideswipe es muy amigo de Russel ya que cuando no es con Danny, el padre de Russel, él viaja con Sideswipe. Al final de la segunda temporada se decide quedar en la tierra (al igual qu la primera temporada) porque según él, ya había superado cybertron y le gustaba más quedarse en la tierra.

## Transfomers: Rescue Bots
El aparece en la cuarta temporada de la serie en "the need for speed" donde intenta recapturar al minicon Bounce que se escapó por el portal terrestre y ambos terminan en Griffin Rock. Después de haber perseguido a Bounce, conoce a Blurr pero cree que él es un decepticon y lo ataca. Luego Blurr le consigue explicar a Sideswipe que el no era un deception y era un rescue bot, pero no le creyó hasta que Heatwave y los demás rescue bots aparecieron y le explicaron todo, incluyendo de cómo llegaron ahí, entonces ahí Sideswipe si le creyó. Después Sideswipe le dijo a Blurr que si atrapaba a Bounce, lo iba a recomendar para el equipo de Bumblebee a lo que Blurr respondió con alegría porque podría encontrar algo en lo que si era bueno (eso era conducir rápido). Durante el episodio Blurr y Sideswipe persiguieron a Bounce por todo Griffin rock y Sideswipe evita que Blurr choque contra un café. Pensando que tenían que ser más listos que el con, Blurr propone usar las armas que utilizan los Rescue bots para atraparlo, a lo que Sideswipe respondió que lo parecía buena idea (aunque no quería decir la frase) y que también necesitaban una manera de sacarlo de las alcantarillas y Blurr pone a Cody y Servo a hacerlo. Al final consiguen meter a Bounce en la trampa magnética pero Blurr se siente mal porque no fue el quien atrapó al Minicon, a lo que Sideswipe le bromea que si tenía oxidado el cerebro y le dice que no lo atrapó porque era un rescatista natural ya que él había salvado 2 humanos cuando Sideswipe ni siquiera los había visto. Al final del episodio se lleva a Bounce y como no tiene forma de volver, pide prestado el portal terrestre de lo bots.